# Verspyck
Het geslacht Verspyck (ook: Verspijck en: Baert Verspyck) is een Nederlandse familie die tot het Nederland's Patriciaat behoort en waarvan één tak in de Nederlandse adel is opgenomen.

## Geschiedenis
Dit geslacht heeft als oudst bekende voorvader Lenhardt Verspycken, die azijnmaker was in Venlo, burger werd van Nijmegen in 1614, daar brouwer werd en tussen 1649 en 1654 overleed. Zijn kleinzoon was Leonard Verspyck (1667-1725), hopman der burgerij.
De familie leverde onder andere militairen, bestuurders en medici op.
Eén lid van de familie, namelijk Gustave Marie Verspyck, werd in 1881 verheven in de Nederlandse adel en werd zo stamvader van de adellijke tak. Tevens werd de familie opgenomen in het Nederland's Patriciaat.

## Bekende telgen
Leonard Verspyck (1667-1725), hopman der burgerij te Nijmegen
- mr. Arent Verspyck (1695-1766), schepen en raad van 's-Hertogenbosch
  - Agneta Anna Verspyck (1736-1825); trouwt in 1762 met mr. Carel Jan Bisdom (1732-1803), schepen, raad en president-schepen van 's-Hertogenbosch
  - Daniël Baert Verspyck (1740-1807), schepen van 's-Hertogenbosch, vernoemd naar zijn oudoom mr. Daniel Baert en stamvader van de tak  Baert Verspyck
    - Theodora Elisabeth Baert Verspyck (1763-1832); trouwt in 1785 met jhr. mr. Hugo Bowier (1758-1834), advocaat, ontvanger en schepen te 's-Hertogenbosch, voorzitter rechtbank aldaar

  - Agatha Petronella Verspyck (1755-1786); trouwt 1785 Bartholomeus Michaël van Steenhardt (1749-1818), kolonel cavalerie, wethouder en burgemeester van Utrecht, lid Provinciale Staten van Utrecht
- Jan Steven Verspyck (1701-1760), officier in Statendienst, laatstelijk majoor
  - mr. Leonard Verspyck (1728-1780), schepen te Culemborg, vermoord
    - Jan Steven Verspyck (1758-1824), officier in Statendienst, laatstelijk kapitein, lid der Grote Vergadering van Notabelen, lid van de raad van Breda; trouwt in 1788 met Margaretha Claudina Banier (1765-1841), vrouwe van Grijsoord en Klinkerland
      - Leonard Herman Verspyck (1789-1850), heer van Grijsoord en Klinkerland
      - Abraham Claudius Jan Verspyck (1797-1879), papierfabrikant te Gent
        - jhr. Gustavus Maria Verspyck (1822-1909), luitenant-generaal titulair, commandeur Militaire Willems-Orde, 1881 verheven in de Nederlandse adel
          - jhr. ir. Henri Gustave Verspyck (1855-1917), directeur van de Westlandse Stoomtramweg Maatschappij
            - jhr. Gustave Marie Verspyck (1897-1980), directeur Nederlandse Rode Kruis

          - jkvr. Jeanne Claudine Désirée Verspyck (1856-1890); trouwde in 1880 met Jacob Christiaan Verspyck Mijnssen (naamswijziging Mijnssen in Verspyck Mijnssen in 1898) (1856-1924), generaal-majoor titulair infanterie, lid van de familie Mijnssen en stamvader van de tak Verspyck Mijnssen[3]
          - jkvr. Lina Adrienne Verspijck (1865-1952); trouwde haar zwager Jacob Christiaan Verspyck Mijnssen (1856-1924)

        - Rudolph Paul Verspyck (1837-1929), luitenant-generaal, ridder Orde van de Nederlandse Leeuw
          - RudoIf Hubert Marie Verspyck (1869-1949), makelaar te Semarang
            - Mathilde Verspyck (1908-1945), verzetsstrijder

  - HeIena Camelia Verspyck (1730-1797); trouwde in 1751 met mr. Pieter Wentholt (1722-1809), burgemeester van Groenlo